# 吉岡村 (鳥取県)
吉岡村（よしおかそん）は鳥取県高草郡・気高郡にあった村・自治体である。

## 概要
現在の鳥取市吉岡温泉町・妙徳寺・双六原・矢矯・洞谷・瀬田蔵・長柄に相当する。中心に当たる大字吉岡は高草気多郡役所および気高郡役所所在地であった。
明治維新時には因幡国高草郡湯郷（湯之郷）に属した湯村・湯谷村・妙徳寺村・双六原村・矢矯村と、同郡大谷保（大谷の保）に属した洞谷村・瀬田蔵村・長柄村が存在した。
応和2年（962年）に葦岡長者という豪族により吉岡温泉が発見されたと伝えられているが、「吉岡の保」と呼ばれていたことから吉岡村となった。その後寛文年間の改正で吉岡村は湯村と呼ばれるようになった。
妙徳寺は以前は明徳寺と書かれ古寺をそのまま地名としたものであった。双六原は吉岡で遊んだ武士がこの地に隠れて双六（博打）を行った場所と伝えられる。
また瀬田蔵は鹿野城主亀井氏の糧秣庫「瀬田倉」が当地にあったことに由来し、長柄は元は長永と言って紀元前一郷の首府であったと伝えられる。

## 沿革
- 1874年（明治7年）12月3日 - 湯村が吉岡村に改称[3][4]。
- 1876年（明治9年）8月21日 - 第2次府県統合により島根県の管轄になる。
- 1877年（明治10年）5月22日 - 吉岡村が湯谷村を合併[3][4]。
- 1879年（明治12年）1月12日 - 郡区町村編制法の島根県での施行により行政区画としての高草郡が発足。郡役所位置を吉岡村と定めるが当分は古海村（後の海徳村大字古海）に設置される[5]。
- 1880年（明治13年）11月20日 - 甲第192号布達により、気多郡役所を高草郡役所に統合し、高草気多郡役所として吉岡村に設置[5][6]。
- 1881年（明治14年）9月12日 - 鳥取県の管轄になる。
- 1883年（明治16年） - 連合戸長役場を吉岡村に設置[3]。
- 1889年（明治22年）10月1日 - 町村制の施行により、高草郡吉岡村・妙徳寺村・双六原村・矢矯村・洞谷村・瀬田蔵村・長柄村が合併して村制施行し、吉岡村が発足。旧村名を継承した7大字を編成し、役場を大字吉岡に設置[3]。
- 1896年（明治29年）4月1日 - 郡制の施行により、高草郡・気多郡の区域をもって気高郡が発足し、気高郡吉岡村となる。郡役所は気高郡役所と改称して引き続き大字吉岡に設置。
- 1924年（大正13年）8月5日 - 村役場位置を大字吉岡622番地に変更[7]。
- 1926年（大正15年）7月1日 - 郡役所廃止。
- 1941年（昭和16年）11月9日 - 村役場位置を大字吉岡630番地に変更[8]。
- 1953年（昭和28年）7月1日 - 鳥取市に編入、同日吉岡村廃止[9]。大字吉岡は吉岡温泉町と改称[3]。

## 行政

### 歴代村長
- 津原友次郎 - 小泉知徳 - 楠田平四郎 - 竹内源三郎 - 佐々木久太郎 - 白岩庄太郎 - 花房清十郎 - 浜田武次郎 - 山川熊蔵 - 木南貞治 - 宮部正一 - 竹内義治 - 稲村福恵 - 筧道三 - 稲村福恵（再）[1]

## 教育
- 吉岡村立吉岡小学校（後の鳥取市立吉岡小学校、統合により鳥取市立湖南小学校となり現在は鳥取市立湖南学園）
- 鳥取県気高郡学校組合立湖南中学校（後に鳥取市立湖南中学校となり現在は鳥取市立湖南学園）